# Club Balonmano Guadalajara
El Club Balonmano Guadalajara fue un club de balonmano de Guadalajara (España) que militó cuatro temporadas en la Liga ASOBAL entre los años 1991 y 1996, cuando desapareció por problemas económicos.
En sus filas jugaron balonmanistas como Papitu, Javier Valenzuela, Rafael Guijosa, Vladan Lança, Javier Rodríguez o Alexandru Buligan.

## Historial en la Liga Asobal[2]
| Temporada | Categoría   | Posición en liga regular | Copa del Rey | Principal Patrocinador |
| --------- | ----------- | ------------------------ | ------------ | ---------------------- |
| 1991-1992 | Liga ASOBAL | 15º                      | -            | Caja de Guadalajara    |
| 1993-1994 | Liga ASOBAL | 14º                      | -            | Caja de Guadalajara    |
| 1994-1995 | Liga ASOBAL | 11º                      | 1/8          | Avirresa               |
| 1995-1996 | Liga ASOBAL | 10º                      | -            | Avirresa               |